# San Pedro (sopka)
San Pedro je aktivní vulkanický komplex dvou stratovulkánů (San Pedro – 6 145 m a San Pablo – 6 092 m), nacházející se na okraji poušti Atacama v Chile. Patří mezi nejvyšší aktivní sopky na Zemi. Komplex je tvořený převážně andezitem a dacitem, přičemž San Pedro je geologicky mladší než jeho souputník. Z 19. a 20. století je evidováno vícero zpráv o aktivitě komplexu.